# Disjunktion

Venn-Diagramm der Disjunktion
Die Vereinigung von Mengen wird über die (nicht-ausschließende) Disjunktion definiert.

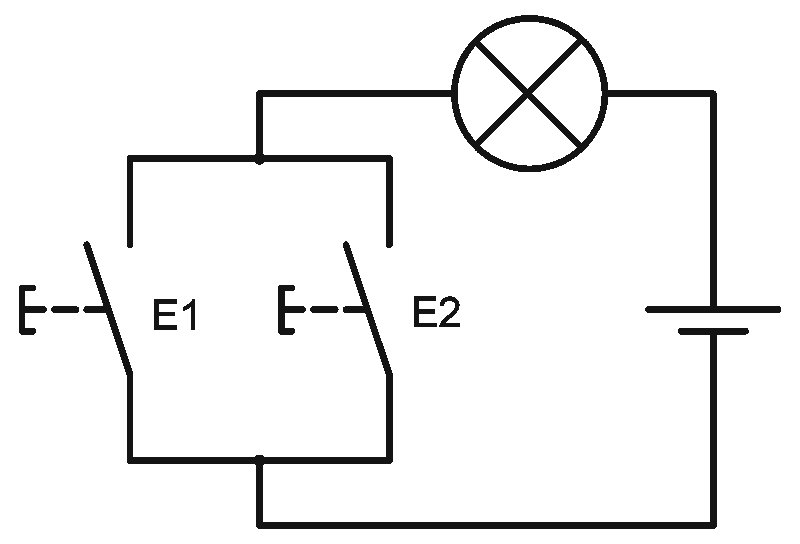
Technische Realisierung der nicht-ausschließenden Disjunktion im OR-Gatter:
Wenn Taster E1 oder E2 betätigt wird, leuchtet die Lampe.
Dieses logische Oder umfasst auch den Fall, dass beide zugleich gedrückt werden.

Disjunktion („Oder-Verknüpfung“, von lat. disiungere „trennen, unterscheiden, nicht vermengen“) und Adjunktion (von lat. adiungere, „anfügen, verbinden“) sind in der Logik die Bezeichnungen für zwei Typen von Aussagen, bei denen je zwei Aussagesätze durch ein ausschließendes oder oder durch ein nichtausschließendes oder verbunden sind:
1. Die nicht-ausschließende Disjunktion (Alternative, Adjunktion, inklusives Oder, OR) „A oder B (oder beides)“ sagt aus, dass mindestens eine der beiden beteiligten Aussagen wahr ist. Sie ist also nur dann falsch, wenn sowohl A als auch B falsch sind.
2. Die ausschließende Disjunktion (Kontravalenz, exklusives Oder, XOR) „(entweder) A oder B (aber nicht beides)“ sagt aus, dass genau eine der beiden beteiligten Aussagen wahr ist (wenn die Disjunktion wahr ist). Die ausschließende Disjunktion ist daher falsch, wenn entweder beide beteiligten Aussagen falsch oder wenn beide beteiligten Aussagen wahr sind. Die ausschließende Disjunktion wird auch Kontravalenz genannt und unter diesem Stichwort näher behandelt.
3. Nur gelegentlich wird auch die nicht-ausschließende Disjunktion der Verneinungen der beteiligten Aussagen als Disjunktion von A und von B bezeichnet, das heißt die Aussage „nicht A oder nicht B (oder beides)“ beziehungsweise äquivalent „nicht (A und B)“. Diese Verbindung wird u. a. Shefferscher Strich, NAND oder Exklusion (im Sinne der Logik) genannt. Sie entspricht dem mengentheoretischen Begriff disjunkt.[1]

Seltener gebrauchte Bezeichnungen für die Disjunktion lauten Alternative, Kontrajunktion, Bisubtraktion, Alternation und logische Summe.
Die mehrdeutige Verwendung von „Disjunktion“ etc. ist auf die verschiedenen Rollen des natürlich-sprachlichen oder rückführbar. Die Teilaussagen einer Disjunktion (Adjunktion) werden Disjunkte (Adjunkte) genannt, das die Teilaussagen verknüpfende Wort („oder“) wird als Disjunktor (Adjunktor) bezeichnet.

## Nicht-ausschließende Disjunktion
Die nicht-ausschließende Disjunktion (auch Alternative, Adjunktion) ist eine zusammengesetzte Aussage vom Typ „A oder B (oder beides)“. Sie ist wahr, wenn mindestens eine der beiden beteiligten Aussagen wahr ist. Die Wahrheitstabelle der entsprechenden  Wahrheitswertefunktion, der vel-Funktion (OR-Funktion eines Gatters) ist:
| {\displaystyle A} | {\displaystyle B} | {\displaystyle A} oder {\displaystyle B} |
| ----------------- | ----------------- | ---------------------------------------- |
| wahr              | wahr              | wahr                                     |
| wahr              | falsch            | wahr                                     |
| falsch            | wahr              | wahr                                     |
| falsch            | falsch            | falsch                                   |

Darstellungen sind A oder B, A or B, A .or. B (Programmiersprachen, z. B. Fortran), {\displaystyle A+B} (lies: "A summe B", nicht: "A plus B"), {\displaystyle A\lor B} und, in der polnischen Notation, {\displaystyle Aab} (hier ist der Großbuchstabe A der Operator, die Operanden werden in Kleinbuchstaben ausgedrückt). Die Verwendung des Pluszeichens für den Operator ist in älterer Literatur zu finden und auch wegen Verwechslungsgefahr mit der Addition unüblich geworden.
In der Notation {\displaystyle A\lor B} einer Verknüpfung von Aussagen steht das Symbol {\displaystyle \lor } (Unicode: U+2228, ∨) für die nicht-ausschließende Disjunktion als aussagenlogischen Junktor. Es ähnelt dem Zeichen {\displaystyle \textstyle \cup } für die Vereinigungsmenge und erinnert an den Buchstaben „v“, mit dem das lateinische Wort „vel“ anfängt, das für ein solches nicht-ausschließendes Oder steht.
Eine Disjunktion ist ein Boolescher Ausdruck, sie ist assoziativ und kommutativ.
Aus dem Gesagten folgt:
- Ist A falsch und ist B falsch, so ist die Disjunktion falsch; in jedem anderen Fall ist sie wahr.
- Ist die Disjunktion falsch, so ist sowohl A als auch B falsch.
- Ist die Disjunktion wahr, muss eine der folgenden Möglichkeiten vorliegen:
  1. beide Disjunkte sind wahr
  2. A ist falsch und B ist wahr oder
  3. A ist wahr und B ist falsch

### Beispiel
Die Aussage „Tom hilft beim Streichen oder Anna hilft beim Streichen“ besteht aus folgenden Teilen:
- der Teilaussage/dem Disjunkt A: „Tom hilft beim Streichen“
- dem Disjunktor „oder“, hier nicht ausschließend aufgefasst
- der Teilaussage/dem Disjunkt B: „Anna hilft beim Streichen“

Keine der beiden Teilaussagen schließt hier die andere aus.
Die Aussage ist falsch, wenn weder Tom noch Anna beim Streichen helfen, ansonsten wahr. Sie ist insbesondere auch wahr, wenn sowohl Tom als auch Anna beim Streichen helfen.

## Ausschließende Disjunktion
Die ausschließende Disjunktion (Kontravalenz, XOR) ist eine zusammengesetzte Aussage, bei der zwei Aussagen mit der Formulierung „entweder – oder (aber nicht beides)“ verknüpft werden, zum Beispiel die Aussage „Anna studiert entweder Französisch oder sie studiert Spanisch (aber nicht beides).“ Damit ausgeschlossen ist der Fall, dass beide Teilaussagen wahr sind – im Beispiel also der Fall, dass Anna sowohl Französisch als auch Spanisch studiert –, eben hierin besteht der Unterschied zur nicht-ausschließenden Disjunktion. Der lateinische Ausdruck für das ausschließende Oder lautet aut – aut.
Die Wahrheitstabelle für die aut-Funktion (XOR-Funktion eines Gatters) als Wahrheitswertefunktion der ausschließenden Disjunktion ist damit:
| {\displaystyle A} | {\displaystyle B} | {\displaystyle A~{\dot {\lor }}~B} |
| ----------------- | ----------------- | ---------------------------------- |
| wahr              | wahr              | falsch                             |
| wahr              | falsch            | wahr                               |
| falsch            | wahr              | wahr                               |
| falsch            | falsch            | falsch                             |

## Ableitungen im Kalkül des natürlichen Schließens
| {\displaystyle \lor E:\ {\frac {A}{A\lor B}}\qquad {\frac {A}{B\lor A}}} |

Aus einer Aussage A kann die Disjunktion A oder B geschlossen werden.
Für die durch die Disjunktion zur bereits gegebenen Aussage A hinzugefügte Aussage B müssen keine vorherigen Voraussetzungen erfüllt sein, wie die folgende Beispielableitung zeigt.
| Zeile | Aussage                 | Regel                                                |
| ----- | ----------------------- | ---------------------------------------------------- |
| 1     | {\displaystyle P\ }     | Prämisse                                             |
| 2     | {\displaystyle P\lor Q} | 1{\displaystyle ~\lor } (Einführung der Disjunktion) |

Zur Auflösung einer Disjunktion muss aus beiden Teilen der Disjunktion dieselbe Aussage hergeleitet werden können.
| Zeile | Aussage                                           | Regel                                                      |
| ----- | ------------------------------------------------- | ---------------------------------------------------------- |
| 1     | {\displaystyle (R\wedge Q)\lor (\lnot R\wedge Q)} | Prämisse                                                   |
| 2     | {\displaystyle R\wedge Q}                         | Annahme                                                    |
| 3     | {\displaystyle Q\ }                               | {\displaystyle \wedge B} (Und-Beseitigung)                 |
| 4     | {\displaystyle R\wedge Q\rightarrow Q}            | 2,3 {\displaystyle \rightarrow E} (Implikations-Einfügung) |
| 5     | {\displaystyle \lnot R\wedge Q}                   | Annahme                                                    |
| 6     | {\displaystyle Q\ }                               | 5 {\displaystyle \wedge B} (Und-Beseitigung)               |
| 7     | {\displaystyle \lnot R\wedge Q\rightarrow Q}      | 5,6 {\displaystyle \rightarrow E} (Implikations-Einfügung) |
| 8     | {\displaystyle Q\ }                               | 1,4,7 {\displaystyle \wedge B} (Disjunktions-Beseitigung)  |

(Das Zeichen ∧ in der Tabelle bezeichnet die Konjunktion (Logik).)

## Mengenlehre
In der Mengenlehre definiert man ein Element der Vereinigung zweier Mengen durch die Disjunktion
{\displaystyle x\in A\cup B\iff (x\in A)\lor (x\in B)}.